# シャルル・ド・ブルゴーニュ (1414-1464)
シャルル・ド・ブルゴーニュ（Charles de Bourgogne, 1414年 - 1464年5月24日）は、中世フランスの貴族、王家傍系のヴァロワ＝ブルゴーニュ家の一員。ヌヴェール伯およびルテル伯（在位：1415年 - 1464年）。

## 生涯
ブルゴーニュ公フィリップ・ル・アルディの末息子であるヌヴェール伯およびルテル伯フィリップと、その2番目の妻でウー伯フィリップの娘であるボンヌ・ダルトワの間の長男として生まれた。1415年にアジャンクールの戦いで戦死しした父の後を継ぎ、わずか1歳で2つの伯爵領を相続する。1425年に後見人だった母が死ぬと、母の再婚相手で実の従兄でもあるブルゴーニュ公フィリップ・ル・ボンの後見を受けた。成人後はフランス王家に仕え、本家筋のブルゴーニュ公爵家とは対立した。シャルル7世王の下でノルマンディー遠征（1449年 - 1450年）、ギュイエンヌ遠征（1451年 - 1453年）に参加している。
1456年6月11日にドルー伯シャルル2世の娘マリー・ダルブレ（1486年没）と結婚したが、間に嫡子を授からなかった。妾のヨランド・ド・ロンゴンとの間にアドリエンヌ・ド・ヌヴェールという庶出の娘をもうけている。1464年に死去すると、弟のエタンプ伯ジャンが後を継いだ。